# Guillermo Sebastián Rodríguez
Guillermo Sebastián Rodríguez (4 de julio de 2002; San Pablo, Tucumán, Argentina) es un futbolista argentino que juega como defensor en San Martín de Tucumán, de la Primera Nacional.
Aunque su posición natural es la de defensor central, puede desempeñarse también como lateral derecho.

## Trayectoria
Promovido al primer equipo por Iván Delfino para realizar la pretemporada con el plantel superior en enero de 2023, Guillermo Rodríguez debutó profesionalmente el 9 de abril del mismo año en la victoria 4 a 1 frente a San Martín de San Juan, en el partido correspondiente a la fecha 10 del Torneo de Primera Nacional 2023.

## Estadísticas

### Clubes
Actualizado de acuerdo al último partido jugado el 10 de agosto de 2025.
| Club                     | Div.          | Temporada     | Liga  | Liga  | Liga   | Copas nacionales | Copas nacionales | Copas nacionales | Torneos internacionales | Torneos internacionales | Torneos internacionales | Total | Total | Total  |
| Club                     | Div.          | Temporada     | Part. | Goles | Asist. | Part.            | Goles            | Asist.           | Part.                   | Goles                   | Asist.                  | Part. | Goles | Asist. |
| ------------------------ | ------------- | ------------- | ----- | ----- | ------ | ---------------- | ---------------- | ---------------- | ----------------------- | ----------------------- | ----------------------- | ----- | ----- | ------ |
| San Martín (T) Argentina | 2.ª           | 2023          | 5     | 0     | 0      | 1                | 0                | 0                | —                       | —                       | —                       | 6     | 0     | 0      |
| San Martín (T) Argentina | 2.ª           | 2024          | —     | —     | —      | —                | —                | —                | —                       | —                       | —                       | 0     | 0     | 0      |
| San Martín (T) Argentina | 2.ª           | 2025          | 25    | 0     | 1      | 2                | 0                | 0                | —                       | —                       | —                       | 27    | 0     | 1      |
| San Martín (T) Argentina | Total club    | Total club    | 30    | 0     | 1      | 3                | 0                | 0                | 0                       | 0                       | 0                       | 33    | 0     | 1      |
| Total carrera            | Total carrera | Total carrera | 30    | 0     | 1      | 3                | 0                | 0                | 0                       | 0                       | 0                       | 33    | 0     | 1      |
| 1. 2.                    |               |               |       |       |        |                  |                  |                  |                         |                         |                         |       |       |        |